# Per la critica della filosofia del diritto di Hegel
Per la critica della filosofia del diritto di Hegel (in tedesco Zur Kritik der Hegelschen Rechtsphilosophie) (noto anche come "Critica della filosofia hegeliana del diritto pubblico") è un manoscritto di Karl Marx, risalente agli anni 1842-1843, che non fu pubblicato in vita dal filosofo tedesco: fu ritrovato  dal ricercatore sovietico Rijazanov solo nel 1927. Questo manoscritto (noto soprattutto col titolo di  "Critica della filosofia hegeliana del diritto pubblico") è una raccolta di commenti ai Lineamenti di filosofia del diritto di Georg Wilhelm Friedrich Hegel del 1820, paragrafo per paragrafo. Il testo di Marx è in realtà incompiuto: mancano paragrafi sia all'inizio, sia alla fine del manoscritto; per questo motivo è un'opera particolarmente ostica. Si caratterizza da un lato per la sua forma di parafrasi del testo hegeliano, dall'altro per la critica marxiana molto influenzata dal pensiero di Jean-Jacques Rousseau e di Ludwig Feuerbach.

## Contenuto
Una delle maggiori critiche che Marx rivolge a Hegel consiste nel fatto che molti degli argomenti dialettici si basano su astrazioni: Hegel avrebbe scambiato il soggetto con il predicato. Il concetto, l'idea è soggetto, mentre dovrebbe fungere da predicato; l'individuo concreto e materiale è il predicato, mentre dovrebbe fungere da soggetto. Ciò provoca una universalizzazione di contenuti, considerati come necessari, che per loro natura sono invece empirici, cioè particolari e contingenti. L'opera hegeliana tratta dello spirito oggettivo e di come questo si realizzi dialetticamente, cioè in forme triadiche come Diritto astratto, Moralità ed Eticità. Quest'ultima è per Hegel un'etica sociale, concreta, che si realizza in istituzioni come: la famiglia, la società civile e lo Stato. In particolare Hegel propone una teoria dello Stato come momento più elevato dell'eticità, che gli interpreti hegeliani hanno giustamente definito dello Stato etico.
In questo ogni cittadino si realizza compiutamente; solo nello Stato, che è "sostanza etica", il cittadino ha realtà, verità e oggettività:
(G.W.F. Hegel, " Lineamenti di filosofia del filosofia del diritto ")
Secondo Marx uno Stato come quello delineato da Hegel non può in realtà definirsi  "etico", in quanto si fonda sulla "religione della proprietà privata".
La critica marxiana verte soprattutto sul rapporto tra società civile e Stato: il merito di Hegel, secondo Marx, è quello di avere concesso spazio alla società civile, differenziandola dalla società politica, lo Stato. Hegel, pur analizzando la società civile, aveva però compreso solo parzialmente l'importanza della borghesia, rimanendo legato ad una certa visione feudale, che in Prussia all'epoca era ancora presente attraverso i grandi proprietari terrieri e con la legge del maggiorascato. La Rivoluzione francese (1789) aveva cercato di cancellare i privilegi in Francia (ma anche nei paesi conquistati in seguito da Napoleone Bonaparte) del clero e dell'aristocrazia, che costituivano "il primo stato" e "il secondo stato", a favore della borghesia. Questa costituiva "il terzo stato" e sin dall'avvento della Rivoluzione industriale (avvenuta in Gran Bretagna alla fine del '700) aveva assunto, dapprima in quella nazione, poi nelle altre, una posizione egemonica. Hegel, pur avendo avuto in gioventù simpatie napoleoniche, ha ora una visione conservatrice, che legittima il regime prussiano: Marx gli rimprovera che lo Stato, essendo, dal punto di vista politico hegeliano, il culmine dell'eticità, debba in realtà dipendere dalla proprietà privata fondiaria e dal maggiorascato.
Inoltre molto influenzato dal concetto di "volontà generale" di Rousseau (presente nel "Contratto sociale" del 1762) contrappone alla concezione conservatrice di Hegel, una visione democratica, in cui tutti gli individui, indipendentemente dal censo, abbiano diritto di voto: il suffragio universale.  In quest'opera Marx non ha però ancora "scoperto" il proletariato come classe, distinguendo i cittadini soltanto in "possidenti" e "non possidenti", e ha una concezione politica democratica ugualitaria. Negli anni seguenti, dopo il soggiorno a Parigi, in cui venne in contatto con il socialismo francese, con la "scoperta" del proletariato ("il quarto stato") come classe rivoluzionaria, la sua concezione politica diventò socialista rivoluzionaria, cioè comunista. Questa nuova visione rivoluzionaria sarà rappresentata eminentemente dal Manifesto del Partito comunista, che Karl Marx pubblicò con Friedrich Engels a Londra nel 1848. In Italia "Per la critica della filosofia del diritto di Hegel" fu molto valorizzata da Galvano della Volpe, che prese spunto da quest'opera per proporre nel suo classico "Rousseau e Marx" (1957) un Marx anti-hegeliano e legato invece al pensiero politico di Rousseau. Sulle sue orme si colloca la speculazione di Lucio Colletti e Umberto Cerroni.

## Introduzione
Questo famoso testo (noto come "Critica della filosofia del diritto di Hegel-Introduzione") è apparso negli Annuari tedesco-francesi nel 1844 insieme alla Questione ebraica. A differenza del manoscritto del 1942-1943 (di cui doveva essere l'introduzione), che risentiva ancora della concezione democratica egualitaria di Rousseau, vede ora Marx parlare di proletariato e di rivoluzione. In questa critica delle condizioni tedesche Marx parte dalla religione, che descrive come "l'oppio del popolo" (affinando così una formulazione di Heinrich Heine). Ma nel senso di emancipazione, al di là di una “critica del cielo è necessaria per Marx una critica della politica, che non può essere fatta solo attraverso la filosofia, ma solo attraverso l'azione della classe proletaria.
Alla fine della sua introduzione, Marx contrappone l'immagine hegeliana della filosofia come "nottola di Minerva" , che inizia il suo volo solo con l'inizio del crepuscolo, con lo squillo del gallo gallico", attraverso il quale quando tutte le condizioni interiori saranno compiute, sarà proclamato il “Giorno tedesco della Resurrezione”.

## Influenza
Nei suoi scritti successivi, Marx si riferì due volte al manoscritto "Per la critica della filosofia del diritto di Hegel" in termini che indicavano l'importanza di quest'opera per lo sviluppo del suo pensiero politico. Negli anni '30, la critica influenzò lo sviluppo del pensiero di Lev Davidovič Trozkij sulla natura della burocrazia sovietica: nell'ambito della discussione sulle relazioni sociali in URSS, il lavoro di Marx fu citato anche da Christian Rakovskij, Nikolaj Muralov, Vladislav Kosior e altri marxisti.